# Xi (chirilic)
Ksi (Ѯ, ѯ) este o literă a vechiului alfabet chirilic, derivată din litera grecească Xi (Ξ, ξ).